# Император на Япония
Императорът на Япония е държавният глава на Япония. Според конституцията на страната от 1947 г., той е „символът на държавата и единността на народа“. В миналото, той е бил и най-големият авторитет в шинтоизма. На японски език, императорът се нарича тенно (на японски: 天皇), означаващо „небесен суверен“.
В днешно време, императорът на Япония е единственият държавен глава с титлата „император“, а Японският императорски дом е най-старият монархически дом в света, запазил се до днес. Историческите корени на императорите произлизат от края на периода Кофун (3 – 6 век), но според традиционните сведения на Коджики (712 г.) и Нихоншоки (720 г.), Япония е била основана през 660 г. пр.н.е. от император Джинму, за който се твърди че е пряк наследник на богинята Аматерасу. Текущият император на Япония е Нарухито, който се възкачва на престола след абдикирането на баща си, Акихито, на 1 май 2019 г.
Ролята му в миналото се сменя между главно церемониална и символична такава и ролята на действителен владетел. След основаването на първия шогунат през 1199 г., императорите на Япония рядко заемат ролята на върховен главнокомандващ, за разлика от многото западни монарси. В известна степен, японските императори почти винаги са били контролирани от чужди политически сили. Така например, в периода 1192 – 1867 г. шогуните са реалните управляващи на Япония, макар да се назначават от самия император. След Реставрацията Мейджи през 1867 г., императорът се превръща в превъплъщение на всичките власти в държавата, което се узаконява чрез конституцията Мейджи от 1899 г. След въвеждането на нова конституция през 1947 г., ролята на императора се превръща в такава на церемониален държавен глава без политическа власт.
От средата на 19 век императорският дворец се намира в Токио, като дотогава се е намирал в Киото в продължение на почти 11 века. Рожденият ден на императора (23 февруари) е национален празник.

## Роля
За разлика от повечето конституционни монарси, императорът не притежава главната изпълнителна власт. Тя се държи от Кабинета на министрите, оглавяван от министър-председател. Императорът не е и главнокомандващ на въоръжените сили – тази роля отново се пада на министър-председателя.
Правомощията на императора са ограничено само до церемониални функции. И докато той формално назначава министър-председателя, конституцията го задължава да зачете избора на парламента без право на отказ.